# آزورایر
آزورایر (انگلیسی: AzurAir) شرکت هواپیمایی آلمانی است، که در سال ۲۰۱۶ تأسیس شد.